# Norte de Minas
Norte de Minas è una mesoregione del Minas Gerais in Brasile.

## Microregioni
È suddivisa in 7 microregioni:
- Bocaiúva
- Grão Mogol
- Janaúba
- Januária
- Montes Claros
- Pirapora
- Salinas